# Abdulkadir Selvi
Abdulkadir Selvi (* 1964 in Sivas) ist ein türkischer Journalist, Kolumnist und Buchautor. Derzeit (2017) schreibt er für die Tageszeitung Hürriyet.

## Leben
Selvi studierte Metallurgie an der Gazi-Universität in Ankara. Danach arbeitete er als Reporter für die Zeitungen Yeni Nesil und Yeni Asya sowie als Hauptstadtkorrespondent für den (inzwischen eingestellten) Fernsehsender HBB und in gleicher Funktion für den Sender TGRT. In jenen Jahren begleitete er damalige türkische Spitzenpolitiker wie Turgut Özal, Süleyman Demirel und Bülent Ecevit; so reiste er im Sommer 1984 mit damaligen Ministerpräsidenten Özal nach Eruh und Şemdinli, wo die PKK gerade ihren bewaffneten Kampf begonnen hatte. Im Jahr 2001 kam Selvi ins Hauptstadtbüro der Tageszeitung Yeni Şafak; im April 2016 wechselte er zur Hürriyet.

## Einfluss
Bei Yeni Şafak machte sich Selvi mit seinen Kenntnissen aus der Partei für Gerechtigkeit und Aufschwung (AKP) und dem Umfeld von Recep Tayyip Erdoğan einen Namen. Als solcher wird Selvi oft in ausländischen Medien zitiert. Die Welt sagt ihm nach, er trete „mehr als jeder andere als Sprachrohr der Regierung“ auf, der Tagesspiegel bescheinigt ihm „exzellente Kontakte in die türkische Führung“, Die Zeit nennt ihn „regierungsnah“. Mit seinen Insiderkenntnissen aus Regierungskreisen wird er häufig auch von regierungskritischen türkischen Medien zitiert.
Im April 2016 sorgte Selvi mit seinem Wechsel zur Hürriyet in der Türkei für Gesprächsstoff. Regierungskritische Medien werteten diesen Transfer als weiteres Zeichen dafür, dass sich der Hürriyet-Verleger Aydın Doğan der Regierung annähern wollte, während die als aggressiv geltende AKP-nahe Tageszeitung Star und die islamistische Yeni Akit Selvi vorwarfen, sich „verkauft“ zu haben.
Seit seinem Wechsel zur Hürriyet erscheinen manche von Selvis Kolumnen auch in englischer Übersetzung in der Hürriyet Daily News. Außerdem tritt er seither regelmäßig als Kommentator im ebenfalls zur Mediengruppe Doğan gehörenden Sender CNN Türk auf. Am Abende des Putschversuchs vom 15. Juli 2016 saß er  neben der Moderatorin Hande Fırat im Studio, als diese per Facetime mit Staatspräsident Erdoğan sprach. Im Anschluss an Fırat stellte auch Selvi Nachfragen an den Präsidenten.

## Werke
- İşkence Koğuşlarından Siyaset Meydanlarına: Alperen, mit Erhan Seven, 2009, (über Muhsin Yazıcıoğlu)
- İçimizdeki Gladio ile yüzleşmek, 2010, (über die Geheimorganisation Gladio und den Tiefen Staat)
- Ateşten Yıllar: Siyasette Said Nursi Tartışması, 2011 (über den politischen Einfluss von Said Nursî)